# Nature Biomedical Engineering
Nature Biomedical Engineering — це щомісячний рецензований науковий журнал, який присвячений біомедичній інженерії. 
Журнал публікує статті на тему біомедичної інженерії, що охоплюють різноманітні матеріали, методики лікування, пристрої, технології, системи, методи та процеси, які сприяють розумінню захворювань людини та їх профілактиці, діагностиці, лікуванню, полегшенню чи моніторингу.
Nature Biomedical Engineering публікується видавництвом Nature Portfolio (Springer Nature) з 2017 року. Головний редактор — Пеп Памієс. Відповідно до Journal Citation Reports, імпакт-фактор журналу на 2021 рік становить 29,234.

## Цілі та сфера застосування

### Цілі
Nature Biomedical Engineering прагне стати найвідомішим видавничим центром у галузі біомедичної інженерії, об’єднуючи найважливіші досягнення в цій дисципліні, підвищуючи їх видимість за допомогою думок і статей у новинах, а також надаючи огляди сучасного стану в кожній галузі.
Nature Biomedical Engineering прагне:
- охоплювати повний спектр досліджень із міждисциплінарної дисципліни біомедичної інженерії, надихати біомедичних інженерів допомагати вирішувати видатні проблеми охорони здоров’я та ефективно поширювати успіхи дисципліни серед широкої наукової спільноти.
- підтримувати стандарти якості вмісту та обслуговування авторів, які очікуються від сімейства журналів під брендом Nature.
- взаємодіяти з широкою спільнотою біомедичної інженерії через регулярну присутність редакторів на ключових конференціях, відвідування лабораторій і лікарень, а також участь у соціальних мережах.

Дослідження в біомедичній інженерії включають як відкриття, так і винаходи. Клінічні досягнення забезпечують введення для подальшого вдосконалення методології та для створення гіпотез для перевірки в лабораторії; і навпаки, результати фундаментальних досягнень у біології, медицині, матеріалах, фізико-хімічних та інженерних процесах можуть призвести до розробки терапії та технологій, які можуть досягти клінічного застосування. Основні винаходи біомедичної інженерії — такі як штучні суглоби, магнітно-резонансна томографія, кардіостимулятори, апарат штучної вентиляції легень та штучного кровообігу, ангіопластика та інші — базуються на результатах фундаментальних досліджень і сприяють подальшим відкриттям. Публікуючи статті, які перетинають межі галузей, Nature Biomedical Engineering допомагає будувати мости між дослідниками, лікарями-клініцистами та біомедичними інженерами.

### Сфера застосування
Охоплюючи науки про життя, фізичні науки та техніку, Nature Biomedical Engineering охоплює матеріали та біоматеріали, методи та інструменти лікування, пристрої, технології, системи, методи та процеси, які сприяють розумінню захворювань людини або їх профілактиці, діагностиці, лікуванню, полегшенню чи моніторингу.
Журнал поширює біологічні, медичні та інженерні досягнення — фундаментального, механістичного, методологічного, технологічного, терапевтичного, трансляційного чи клінічного характеру — які можуть безпосередньо призвести або надихнути на покращення здоров’я людини чи системи охорони здоров’я. Акцент робиться на досягненнях, які спираються як на біомедичні науки, так і на фізичні науки, інженерію, математику, інформатику та біоінформатику.
Таким чином, сфера охоплення виключає досягнення, які покращують розуміння людської біології чи хвороби, але актуальність яких для здоров’я чи охорони здоров’я вважається недостатньою, а також досягнення, які не використовують принципи чи інструменти з фізичних наук чи техніки.

## Тематика
Теми, які розглядаються в Nature Biomedical Engineering, включають, але не обмежуючись:
| Bio-MEMS                    | Біочіпи                        | Біоелектроніка            | Біоматеріали                |
| Біомеханіка                 | Біомедична аналітика           | Медична візуалізація      | Біомедичне приладобудування |
| Біосенсори                  | Клітинна інженерія             | Біоніка                   | Обробка біосигналів         |
| Біоінформатика              | Генетична інженерія            | Редагування генома        | Генотерапія                 |
| Імунноінженерія             | Інформатика в охороні здоров'я | Імплантати                | Клінічна інженерія          |
| Клінічні випробування       | Медична робототехніка          | Медичні пристрої          | Мультиоміка                 |
| Мікро- та нанобіотехнології | Молекулярна інженерія          | Наномедицина              | Нейроінженерія              |
| Ортопедія                   | Персоналізована медицина       | Протезування              | Регенеративна медицина      |
| Реабілітаційна інженерія    | Синтетична біологія            | Системна біологія         | Системна фізіологія         |
| Тканинна інженерія          | Трансляційна медицина          | Органоїди та друк органів | Щеплення                    |

## Реферування та індексування
Журнал реферується та індексується за: 
- Індекс наукового цитування розширено
- Scopus

Відповідно до Journal Citation Reports, імпакт-фактор журналу на 2021 рік становить 29,234.